# Abtshof Magdeburg

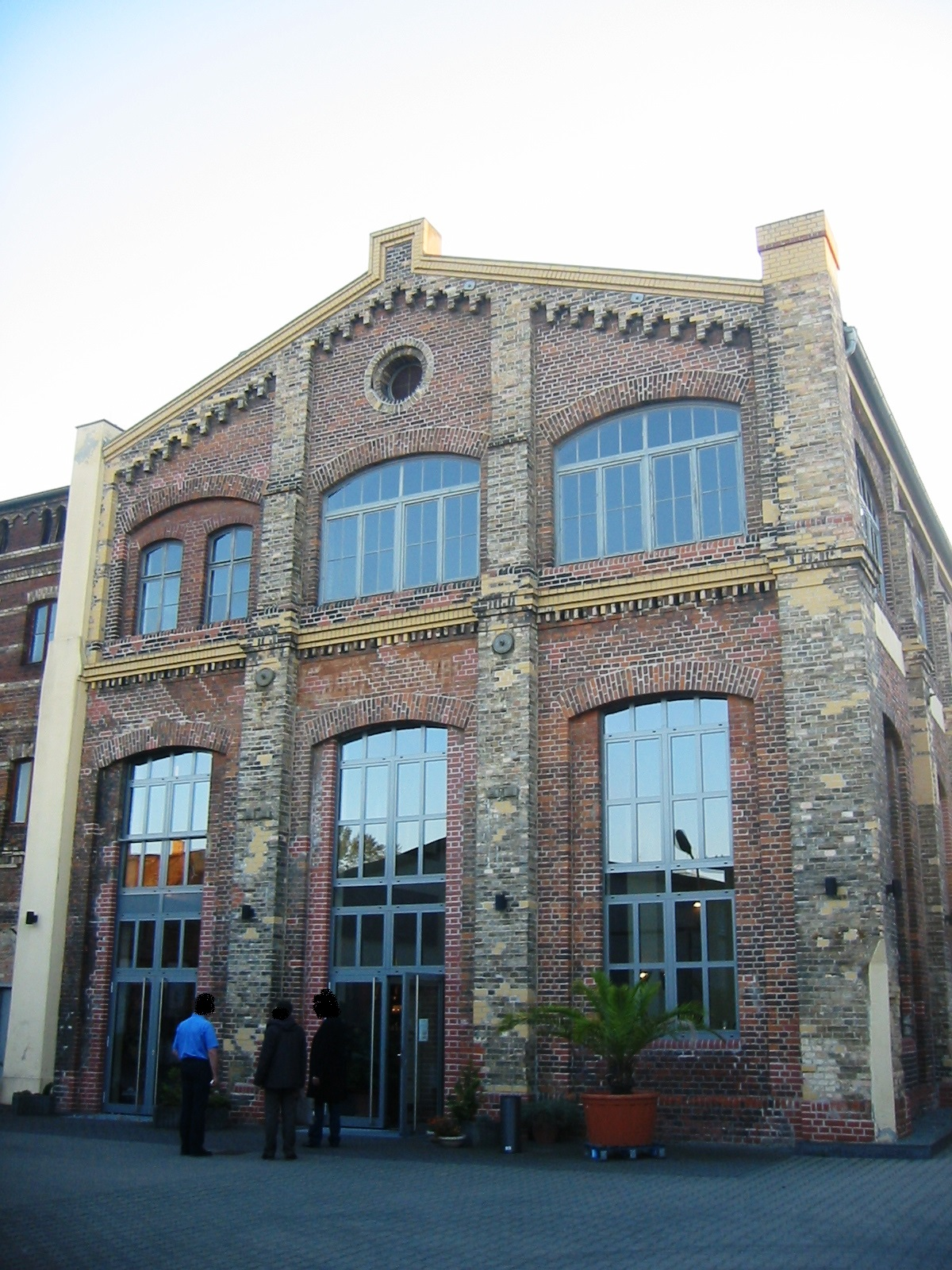
Abtshof

Die Abtshof Magdeburg GmbH ist ein traditionsreicher deutscher Hersteller von Spirituosen. Das Unternehmen produziert am Standort Magdeburg und ist vor allem durch seine Produktpalette an Absinthen überregional bekannt.

## Geschichte
Die Unternehmerfamilie Hegemann aus Niederemmel-Piesport gründete 1924 auf dem Gelände der ehemaligen Buckauer Dampf-Bierbrauerei Reichardt & Schneidewin das Tochterunternehmen „Abtshof“ als Zweigstelle des Weingutes „Marienhof“. 1928 begann der Abtshof die Produktion von Spirituosen wie Liköre und Brände.
Trotz erheblicher Kriegsschäden konnte 1945 mit dem Wiederaufbau des Betriebes begonnen werden. 1951 ging das Unternehmen in Volkseigentum über und produzierte Weine und Spirituosen. Auf dem Höhepunkt wurden jährlich 11,4 Millionen Flaschen produziert und ausgeliefert. Bis 1990 war der Betrieb Teil des Kombinats Spirituosen, Wein und Sekt. Nach der Wiedervereinigung erfolgte im Jahr 1992 durch das Zusammenwirken der Unternehmerfamilie Nissenbaum aus Konstanz, der Familie-Nissenbaum-Stiftung und einem Management-Buy-Out die Privatisierung zur Abtshof Magdeburg GmbH.
Heute werden ausschließlich Spirituosen für den nationalen und internationalen Markt produziert. Das Unternehmen wurde überregional bekannt durch die Herstellung der Marke Absinth 66. Neben Absinth werden auch heute noch traditionelle DDR-Produkte, wie Abtshof Goldbrand und Magdeburger Klarer hergestellt. Absinthe vom Abtshof sind auch in diversen Schokoladen zu finden. Weiterhin produzierte das Unternehmen ab 1993 als erstes aus Deutschland koschere Spirituosen. Abtshof erhielt 1998 den Großen Preis des Mittelstandes, Produkte des Unternehmens sind seit 2003 jährlich DLG-prämiert.
Das Unternehmen wird seit 1992 von Gerhard Mette und Gideon Nissenbaum geführt. Am 18. November 2009 wurde Gerhard Mette das Bundesverdienstkreuz 1. Klasse für sein herausragendes Engagement im Bereich der Wirtschaft und für seine Aktivitäten zur Förderung von kulturellen, sportlichen und sozialen Einrichtungen verliehen.
Der Abtshof ist Ehrenbotschafter der Stadt Magdeburg. Im August eröffnete auf Initiative von Mette in der Unternehmervilla der Maschinenfabrik von Rudolf Wolf auf dem Gelände des Unternehmens Abtshof das Magdeburger Circus-Museum.